# Новотроянівський скарб

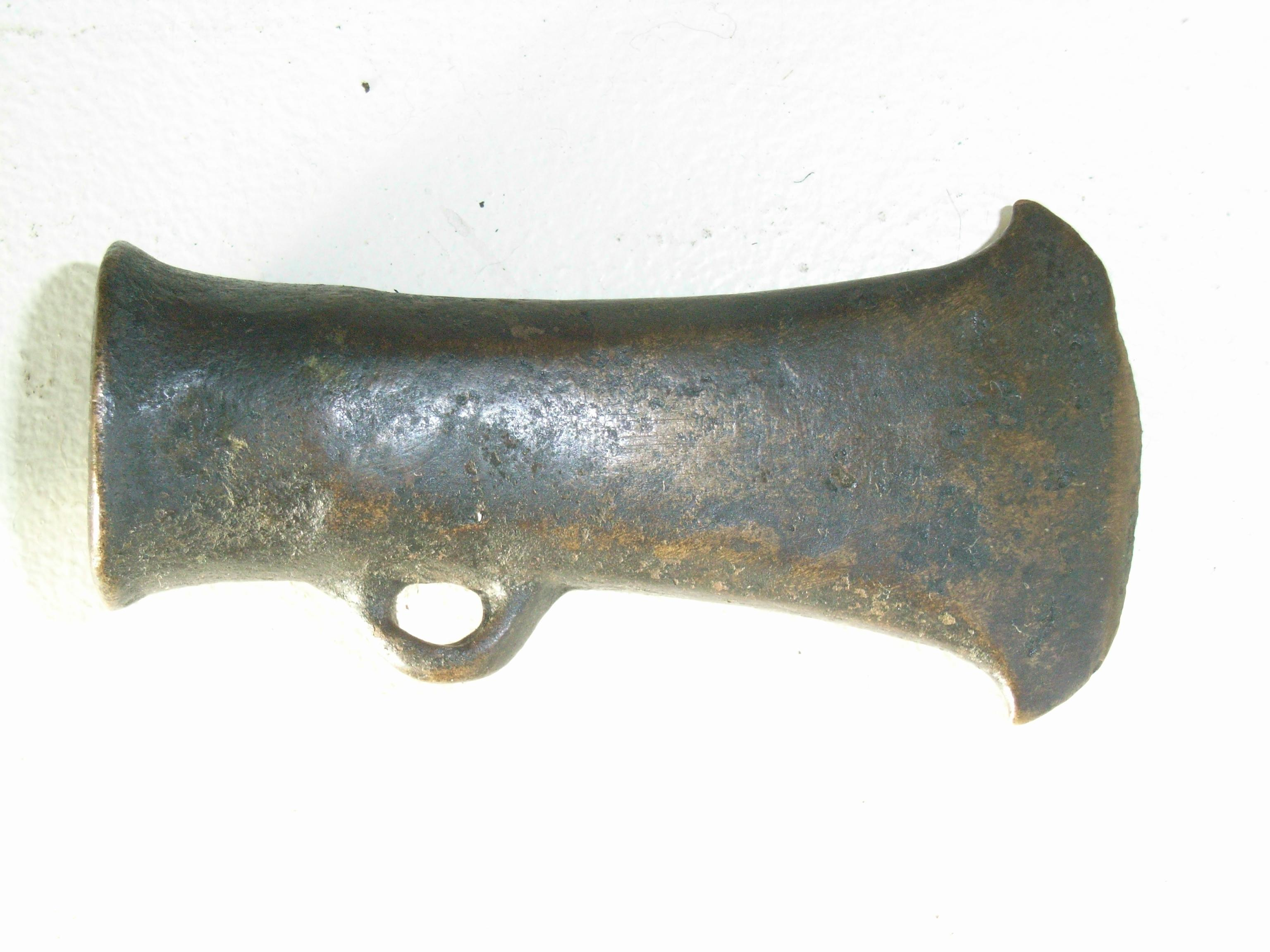
Бронзовий кельт

Новотроянівський скарб — скарб 13–12 ст. до н. е., знайдений на території поселення пізнього етапу сабатинівської культури на лівому березі р. Велика Тараклія біля с. Новотрояни Болградського району Одеської області під час земляних робіт у глиняному кар'єрі. У складі Н.с. знаходилося 25 бронзових речей: 15 серпів, 9 кельтів і 1 наконечник списа. Бронзові серпи представлені 3-ма типами (колінчасті з гачками для кріплення ручки, вигнуті вузькі з отворами для ручки, довгий слабо вигнутий серп). Одновушкові шестигранні кельти належать до старшого трансильванського та красномаяцького типів. Хімічний аналіз металу вказує на його походження з Карпато-Трансильванського району. Всі речі, окрім наконечника списа, поламані в процесі роботи. Дослідження речей Н.с. та ін. бронзових виробів цієї доби на півдні України засвідчує, що скарб знайдений на торговому шляху з Трансильванії до сабатинівських племен Півн. Причорномор'я, яким постачалася бронзова сировина у вигляді пошкоджених предметів — своєрідного металобрухту давнини. Матеріали Н.с. зберігаються в Одеському археологічному музеї НАН України.